# Douglas DC-3
Douglas DC-3 Dakota je dvoumotorový vrtulový dopravní letoun, jehož výkony způsobily ve 30. a 40. letech revoluci v letecké dopravě. Pro svůj dlouhodobý vliv na letecký průmysl i druhou světovou válku bývá považován za jeden z nejvýznamnějších transportních letounů, které kdy byly vyrobeny.
Byl vyvinut jako větší, vylepšená verze se 14 lůžky na spaní z typu Douglas DC-2. Jde o celokovový dolnoplošník s podvozkem s ocasním kolem, poháněný dvěma hvězdicovými motory Pratt & Whitney Twin Wasp o výkonu 1 200 koní (890 kW). Má cestovní rychlost 333 km/h (203 mph), kapacitu 21 až 32 cestujících nebo 2 700 kg (6 000 liber) nákladu, dolet 2 400 km (1 400 mil) a schopnost provozu z krátkých drah.
Před válkou byl průkopníkem na mnoha trasách, protože byl schopen přeletět kontinentální Spojené státy a dokázal, že jsou celosvětové lety možné, také poskytl cestujícím větší komfort, byl spolehlivý a snadný na údržbu. Je považován za první dopravní letadlo, které mohlo výnosně přepravovat pouze cestující. Po válce byl trh s letadly zaplaven přebytečnými vojenskými transportními letadly a Douglas nemohl letouny DC-3 kvůli nákladům vylepšovat. Na hlavních trasách ho pokročilejší typy jako Douglas DC-6 a Lockheed Constellation učinily zastaralým, ale jeho konstrukce se ukázala být adaptabilní a užitečnou.
Výroba civilních letounů DC-3 skončila v roce 1942 s počtem 607 letadel. Vojenské verze včetně typu C-47 Skytrain, sovětských a japonských verzí dosáhly celkové produkce více než 16 000 letounů. Spousta z nich je nadále ve službě v různých specializovaných rolích: podle odhadů v roce 2013 stále létalo 2 000 letounů DC-3 a vojenských derivátů.

## Vznik a vývoj

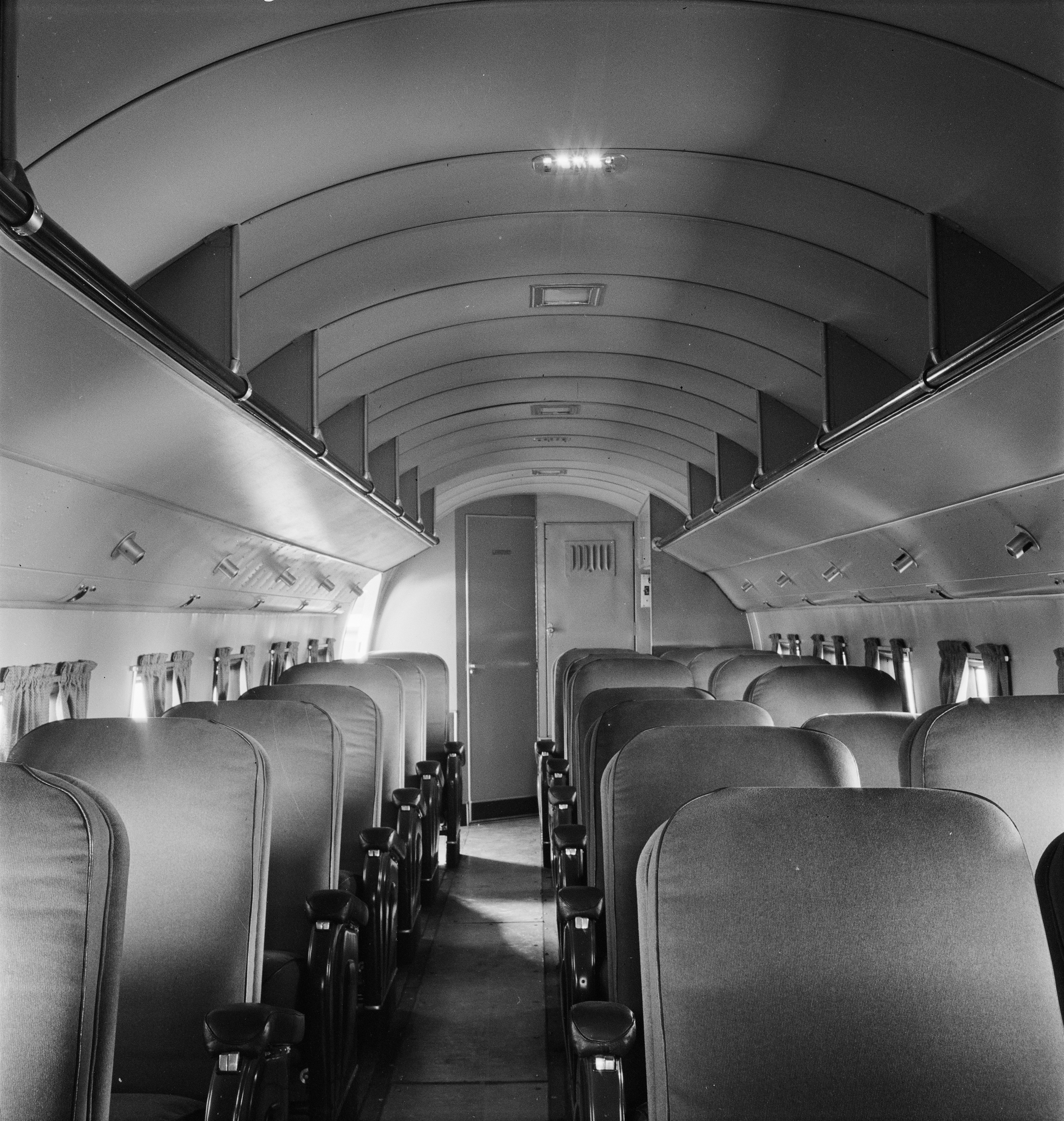
Kabina letounu DC-3 společnosti Swissair při pohledu z kokpitu (před rokem 1950)

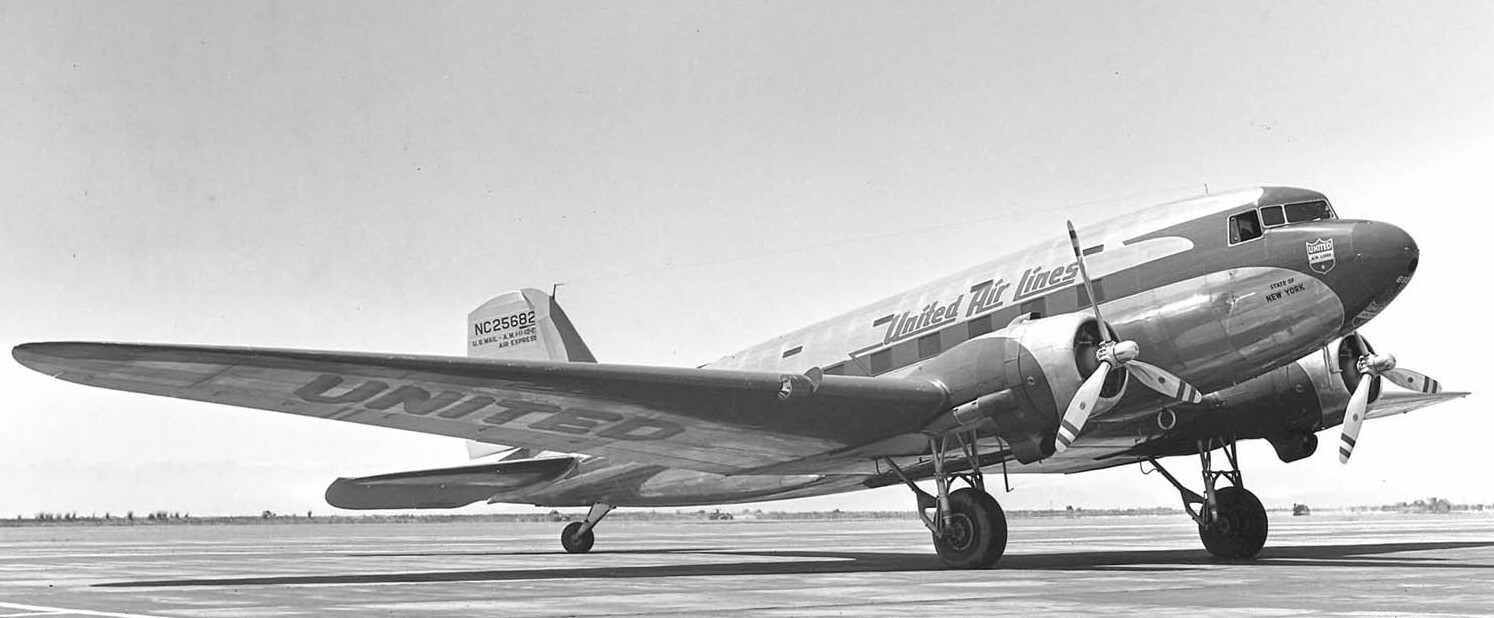
Douglas Sleeper Transport (DST). DST byly vyráběny s další řadou oken, viz nápis společnosti na trupu

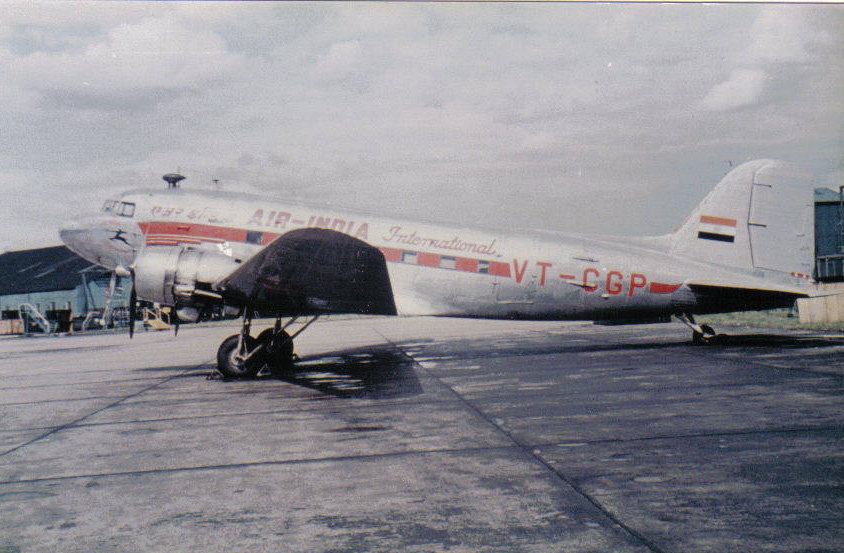
Douglas DC-3 společnosti Air India na letišti Heathrow v červenci 1958

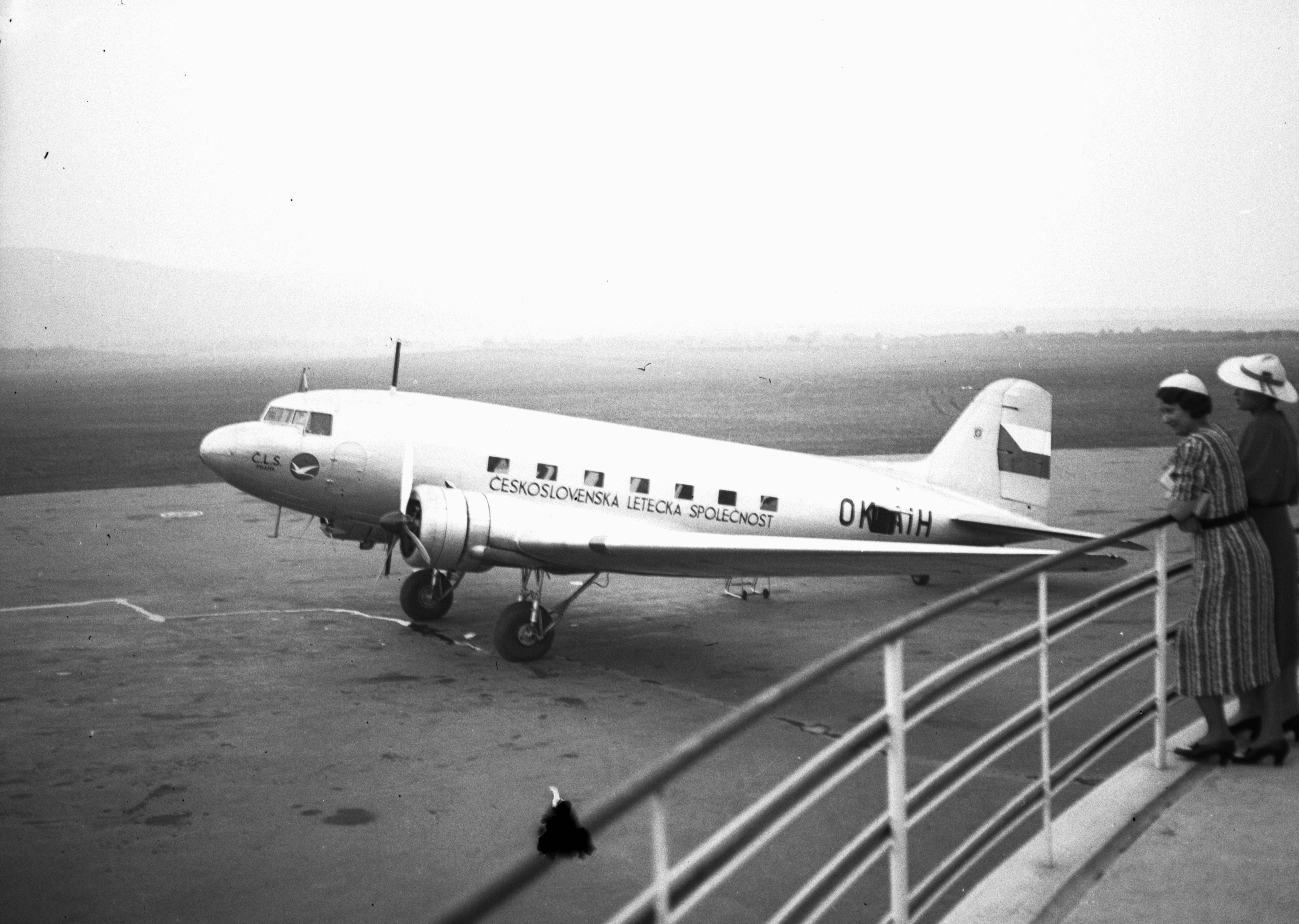
DC-3-220 (OK-AIH) Československé letecké společnosti na letišti Budaörs v Budapešti, 1939

Letoun DC-3 vznikl na požadavek techniků a obchodníků letecké společnosti American Airlines na lůžkovou úpravu typu Douglas DC-2, který by ve flotile dopravce nahradil na transkontinentálních linkách zastaralé dvouplošníky Curtiss AT-32 Condor. Prezident přepravce AA Cyrus R. Smith přesvědčil Donalda Douglase na zakázku a stavbu dvaceti kusů lůžkových DC-2.
Technický náměstek AA Bill Littlewood se svým zástupcem Kirchnerem navrhli po konzultaci s obchodníky základní požadavky na nový typ. Měl být rychlostí, nosností a doletem výkonnější než DC-2. Prostorností a komfortem měl odpovídat strojům Curtiss Condor. Za pohon byly vybrány hvězdicové motory Wright Cyclone SGR-1820-G5 o výkonu po 661 kW, které byly o 35% výkonnější, než dosavadní pohonné jednotky SGR-1820F. Trup měl být širší o 0,66 m a delší o jednu řadu sedadel. Celý projekt však zachovával 85% z původní konstrukce DC-2.
Návrhu nového typu se ujal tým pod vedením Arthura Raymonda, do nějž patřil statik Lee Atwood a aerodynamici dr. Balley „Doc“ Oswald a A. L. Klein. Oproti DC-2 vzrostlo rozpětí, plocha i štíhlost křídla. Po testech v aerodynamickém tunelu byla provedena další aerodynamická zlepšení. Zvětšena byla kýlovka a směrové kormidlo, poskytující dostatečný vyrovnávací moment pro případný let na jeden motor, i vodorovné ocasní plochy.
Na připomínky pilotů a uživatelů DC-2 se v novém typu objevilo plně zdvojené vybavení letovými přístroji a autopilot firmy Sperry. Přistávací reflektory se přestěhovaly z přídě trupu do náběžné hrany křídla, zvětšen byl také zdvih hydropneumatických tlumičů zesíleného podvozku.
Vnitřní vybavení kabiny pro cestující vzniklo, tak jako u typu Douglas DC-1, nejprve v maketě. Zvažovala se šířka sedadel a lůžek i umístění kuchyňky.
První prototyp (X14988) nového letounu, označeného DST (Douglas Sky-Sleeper Transport), poprvé vzlétl 17. prosince 1935 na letišti v Santa Monice. Za řízení usedl pilot Carl Cover, který před dvěma lety zalétával DC-1. V DST mohlo v noci cestovat celkem čtrnáct osob na sedmi párech patrových postelí. Ráno se horní lůžka sklopila ke stropu a ze spodních vznikla sedadla, která v případě denního provozu pojala až 28 pasažérů.
Výroba DST pro American Airlines byla zahájena, avšak přepravce si již část první objednávky převzal v podobě čistě dopravní verze DC-3 v počtu 12 kusů, jejíž výroba začala téměř souběžně s verzí DST. Interiér DC-3 standardně pojal 21 cestujících.
Produkce prvních letounů zahrnovala také několik exemplářů DST-B pro 28 osob, s lůžky v přední části a běžnými sedadly vzadu. Verze DST-A byla poháněna dvojicí dvouhvězdicových pohonných jednotek Pratt & Whitney Twin Wasp. Navíc Douglas nabízel DC-3 jako luxusní ředitelskou variantu se čtrnácti otočnými klubovkovými křesly.
Verze DC-3A měla instalované motory Twin Hornet, DC-3B byla určena pro dopravce TWA.
10 655 ks bylo vyrobeno v Santa Monice a Long Beach v Kalifornii v civilních i armádních verzích. Přes 2000 ks bylo licenčně vyrobeno v SSSR jako Lisunov Li-2 (v kódu NATO: Cab). Celkem 485 ks bylo vyrobeno v Japonsku pro císařské námořní letectvo u firem Šówa a Nakadžima jako L2D (transportní letoun typu 0; ve spojeneckém kódu „Tabby“). Ještě v roce 1998 bylo ve službě přes 400 letounů DC-3.
Název "Dakota" letounu přidělila britská RAF když si objednala jejich vojenskou transportní verzi. V USA vojenská dopravní verze dostala jméno C-47 Skytrain, u US Navy a USMC R4D.
Během výroby bylo na Dakoty namontováno mnoho variant motorů, nejrozšířenější byly ale hvězdicové motory Pratt & Whitney R-1830 Double Wasp, Wright R-1820 Cyclone a Pratt & Whitney R-2000. Některé později modernizované Dakoty používaly turbovrtulové Rolls-Royce Dart nebo Armstrong Siddeley Mamba.
První americkou vojenskou verzí DC-3 byl jediný C-41, dodaný USAAC jako štábní letoun v roce 1938.
Podle kombinace motorů a vybavení nesly vojenské DC-3 u armádního letectva označení C-47, C-48, C-49, C-50, C-51, C-52, C-58, C-84, C-117, nebo osobní a výsadková varianta C-53 Skytrooper, a u námořnictva a námořní pěchoty R4D-5, R4D-2 a R4D-8.
Po válce postavila společnost Douglas dalších 28 kusů civilních DC-3D. Byly to upravené draky nedodaných vojenských variant C-117,[zdroj⁠?!] postavených v závodě v Oklahoma City. Dalších 21 kusů DC-3C vzniklo přestavbou vojenských strojů Douglas C-47 Skytrain, z nichž poslední převzala v březnu 1947 belgická Sabena.
Z Dakoty byl odvozen letoun Basler BT-67. Jde o renovaci Dakot, kdy se jim prodlouží trup o 3 stopy, na vybraných místech zesílí drak a jsou opatřeny turbovrtulovými motory PT6.

## Služba
American Airlines nasadily DST na pravidelné linky 25. června 1936 na trase New York-Chicago. Mezi první zahraniční zákazníky se již v roce 1936 zařadil SSSR, který prostřednictvím výsadní obchodní organizace Amtorg v USA odebral dvacet DC-3, společně s dvěma nesestavenými draky jako vzor pro zahájení licenční výroby.
Firma Fokker zprostředkovala prodej 63 letounů DC-3 a DC-3A do Evropy, mimo jiné i pro společnost ČLS. V roce 1938 převzala letouny imatrikulace OK-AIE, -AIF a -AIG, čtvrtý OK-AIH byl dodán těsně před okupací. Největším evropským uživatelem DC-3 se stala společnost KLM Royal Dutch Airlines s 22 letouny, následovaná Swissairem, ČLS a švédským dopravcem ABA se čtveřicí DC-3, na dalším místě používali po dvou strojích rumunský LARES a belgická Sabena.

## Varianty
Douglas C-47 Skytrain
Lisunov Li-2
Basler BT-67

## Specifikace (DC-3)

Nákres

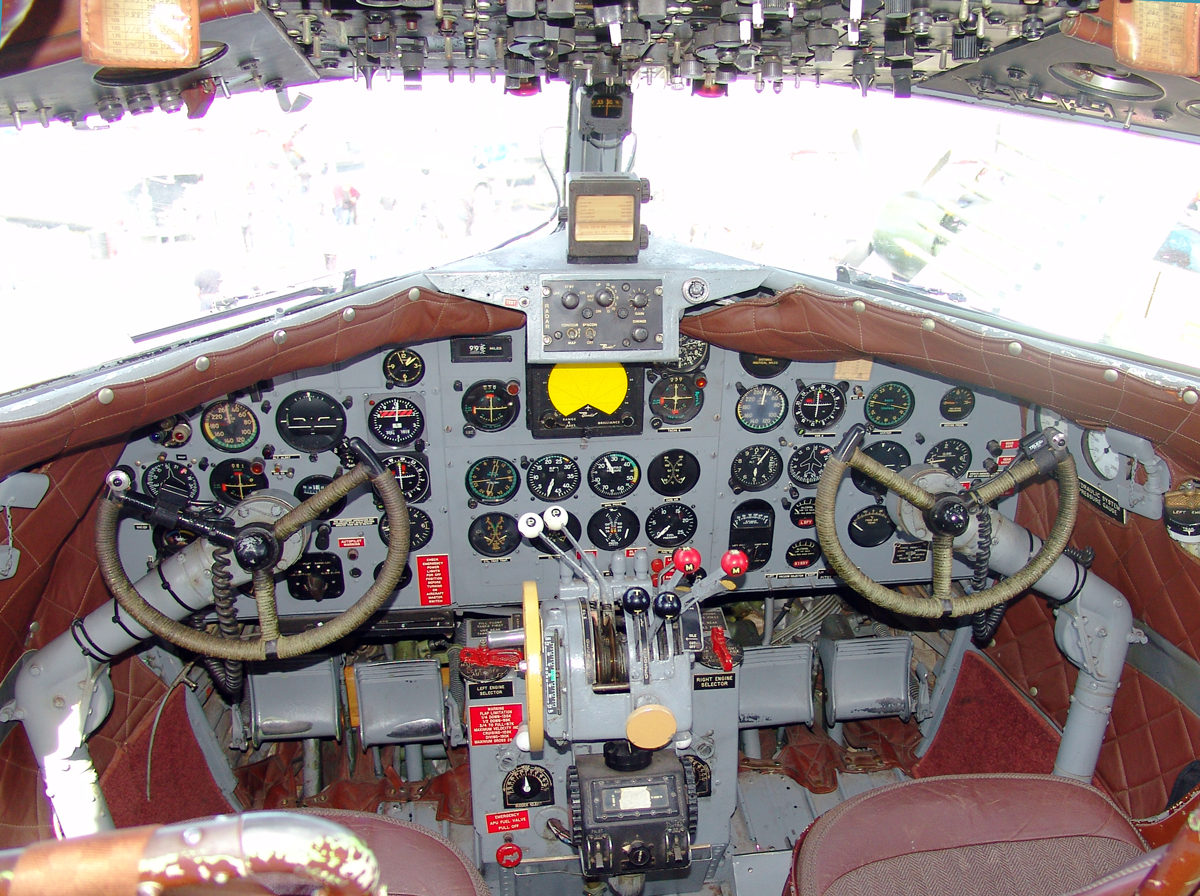
Kokpit Dakoty

### Technické údaje
- Posádka: 2–3
- Kapacita: 21-32 cestujících
- Rozpětí: 29 m
- Délka: 19,7 m
- Výška: 5,16 m
- Nosná plocha: 91,7 m²
- Plošné zatížení: 125 kg/m²
- Hmotnost prázdného letounu: 8300 kg
- Vzletová hmotnost: 11 400 kg
- Maximální vzletová hmotnost: 12 700 kg
- Pohonná jednotka: 2× hvězdicový motor Pratt & Whitney Twin Wasp S1C3G
- Výkon pohonné jednotky: 895 kW (1200 hp)

### Výkony
- Maximální rychlost: 381 km/h
- Cestovní rychlost: 274 km/h
- Dostup: 7 300 m
- Stoupavost: 5,73 m/s
- Dolet: 1 650 km
- Poměr výkon/hmotnost: 157 W/kg